# Xiphilinus
Joannes Xiphilinus (Grieks: Ἰωάννης Ξιφιλῖνος, Ioánnis Xifilínos), was een elfde-eeuwse Byzantijns geschiedschrijver en neef van patriarch Johannes VIII van Constantinopel.
Xiphilinus kreeg de opdracht van keizer Michaël VII Doukas een samenvatting of epitome te schrijven van het 80-delige werk van Lucius Cassius Dio,
de Romeinse geschiedenis. Dankzij het werk van Xiphilinus kunnen we vandaag een beeld vormen van de 20 laatste delen, waarvan slechts enkele fragmenten zijn overgebleven.